# Darapsa versicolor
Darapsa versicolor là một loài bướm đêm thuộc họ Sphingidae that inhabits miền đông Bắc Mỹ, often in wetlands.
Sải cánh từ 58 đến 80 mm, cánh trước màu nâu xanh lá cây với các đốm cong màu trắng.
The caterpillar of this species feeds on Wild hydrangea (Hydrangea arborescens), Buttonbush (Cephalanthus occidentalis), và Water-willow (Decodon verticillatus).